# Новодрачонінська сільська рада
Новодрачо́нінська сільська рада (рос. Новодрачёнинский сельский совет) — сільське поселення у складі Зоринського району Алтайського краю Росії.
Адміністративний центр — село Новодрачоніно.

## Населення
Населення — 1023 особи (2019; 1168 в 2010, 1335 у 2002).

## Склад
До складу сільської ради входять:
| Населений пункт     | Населення, осіб (2002) | Населення, осіб (2010) |
| ------------------- | ---------------------- | ---------------------- |
| Афонино, село       | 254                    | 201                    |
| Змазнево, селище    | 156                    | 118                    |
| Казанцево, селище   | 194                    | 113                    |
| Новодрачоніно, село | 731                    | 736                    |